# Dekretal
Dekretal är en skrivelse eller påbud som utfärdats av påvar sedan 300-talet och som rör kyrkodisciplin och kyrkotukt. Den intogs som canones, ett slags lagparagrafer, i den kanoniska rätten. Det äldsta bevarade är Siricius Directa ad decessorem. Under 1200- till 1400-talen ansågs dessa rättssamlingar som det viktigaste tecknet på den påvliga jurisdiktionen.